# Andreas Dietz (Jurist)
Andreas Dietz (* 1967) ist ein deutscher Jurist.

## Leben
Von 1987 bis 1991 studierte er Rechtswissenschaften an der Universität Bayreuth (1991 erste juristische Staatsprüfung). Von 1991 bis 1994 absolvierte er das Referendariat in Bayreuth (1994 zweite juristische Staatsprüfung). Nach der berufsbegleitenden Promotion 2003 an der Rechts- und Wirtschaftswissenschaftlichen Fakultät der Universität Bayreuth bei Wilfried Berg und Rudolf Streinz und der berufsbegleitenden Habilitation 2011 an der Juristischen Fakultät der Universität Augsburg bei Rupert Stettner, Ivo Appel und Christoph Vedder (Venia legendi für die Fächer Staatsrecht, Verwaltungsrecht, Wehrrecht und Verfassungsgeschichte) ist er dort außerplanmäßiger Professor. Seit 2016 ist er Vorsitzender Richter am Verwaltungsgericht Augsburg, (Tätigkeitsschwerpunkte: Abfallrecht, Abgabenrecht, Asylrecht, Ausländerrecht, Straßenrecht, Wohngeldrecht).

## Schriften (Auswahl)
- Die Erstattungsfähigkeit behördlicher Aufwendungen in Verfahren vor den Verwaltungsgerichten. Ein Beitrag zum Neuen Steuerungsmodell im Verwaltungsprozeß. Duncker & Humblot, Berlin 2004, ISBN 3-428-11355-1 (Dissertation).
- Das Primat der Politik in kaiserlicher Armee, Reichswehr, Wehrmacht und Bundeswehr. Rechtliche Sicherungen der Entscheidungsgewalt über Krieg und Frieden zwischen Politik und Militär. Mohr Siebeck, Tübingen 2011, ISBN 3-16-150865-3 (Habilitation).
- Ausländer- und Asylrecht: Einführung, 5. Auflage, Nomos,  Baden-Baden 2023, ISBN 978-3-8487-7466-1.
- Mit-Autor in: Kay Hailbronner (Hrsg.): Ausländerrecht: Kommentar. Rehm, Heidelberg 1992, ISBN 978-3-8114-8750-5 (Loseblatt-Kommentar).